# Tour de l'Horloge d'Halifax
La tour de l'Horloge d'Halifax est une tour-horloge située sur la rue Brunswick à Halifax (Nouvelle-Écosse). Cette horloge, entièrement reconstruite entre 1960 et 1962, est une reproduction fidèle de celle construite en 1803. Elle a été classée édifice fédéral du patrimoine en 2004.